# PCMCIA

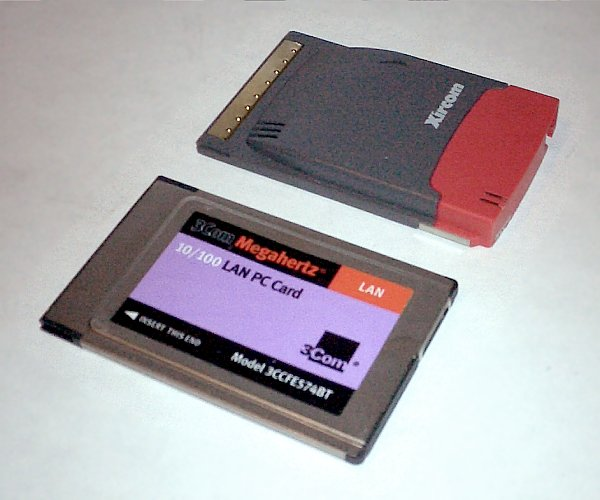
Karty PCMCIA typu II i III

PCMCIA (ang. Personal Computer Memory Card International Association) – międzynarodowe stowarzyszenie producentów kart pamięci dla komputerów osobistych. Celem organizacji było rozwijanie międzynarodowego standardu kart rozszerzeń dla komputerów przenośnych. Stowarzyszenie PCMCIA zostało rozwiązane w 2009 roku, a wszystkie jego działania są od tego czasu zarządzane przez Forum Implementator USB.

## Stowarzyszenie PCMCIA
Międzynarodowa organizacja PCMCIA została utworzona w roku 1989 jako stowarzyszenie producentów kart pamięci dla komputerów osobistych. Celem organizacji było utworzenie, rozwijanie i promowanie międzynarodowego standardu kart pamięci dla komputerów przenośnych. W roku 1991 PCMCIA opracowało standard interfejsu wejścia/wyjścia (ang. I/O Interface) dla kart pamięci. W ciągu kolejnych lat został on rozwinięty w kolejnych wersjach gniazd PCMCIA umożliwiając coraz szybszą wymianę danych. Wraz z rozwojem standardu PCMCIA, jak i całej technologii komputerowej nastąpiło przekształcenie kart PCMCIA z kart pamięci w karty rozszerzeń, spełniające funkcje modemu, faksmodemu, kart sieciowych czy dysków twardych. Przed swoim rozwiązaniem w 2009 roku, stowarzyszenie PCMCIA skupiało ponad 200 producentów sprzętu komputerowego.

## Karty PCMCIA

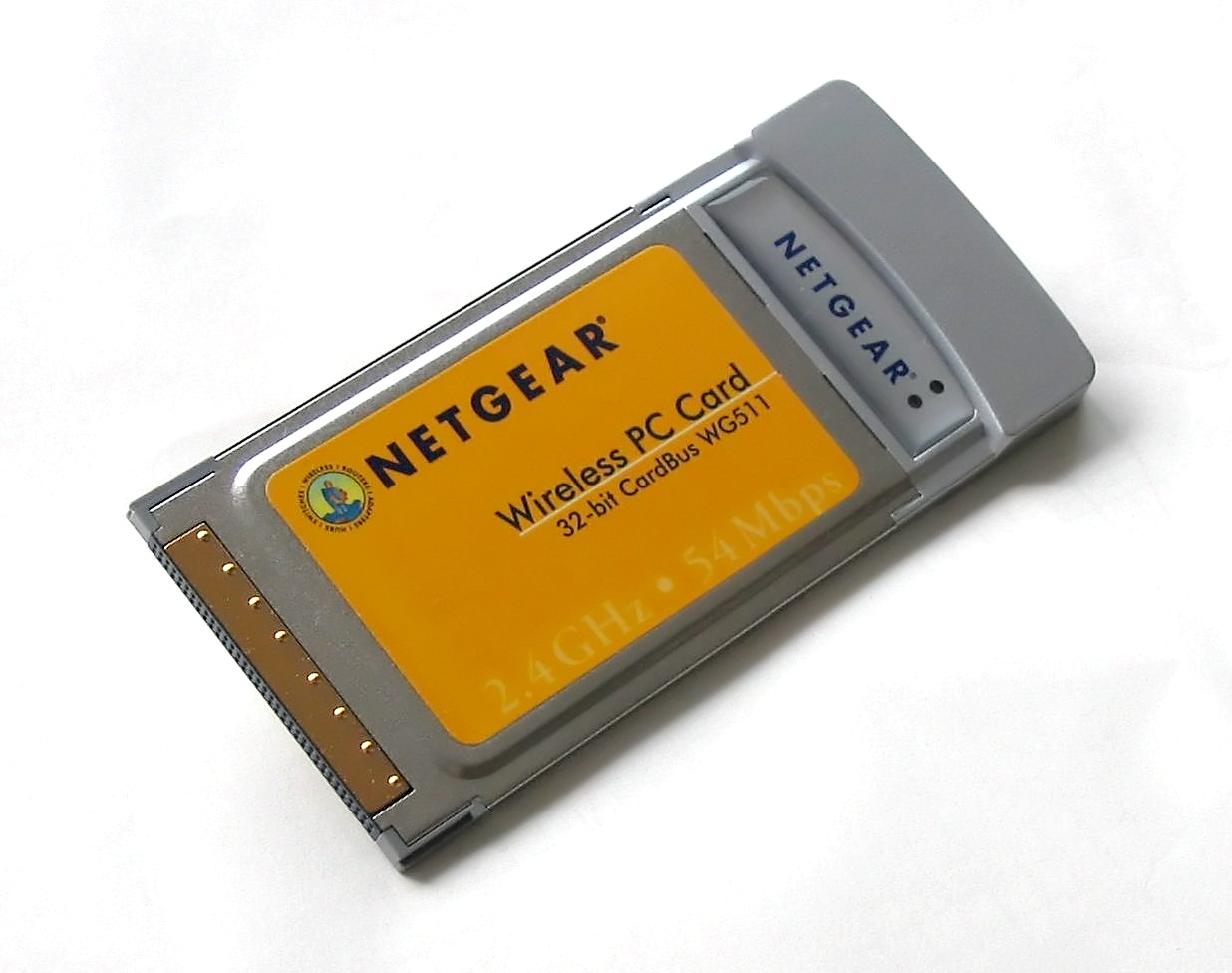
Karta WLAN-PCMCIA Netgear WG511 802.11b/g, PCMCIA Typ II

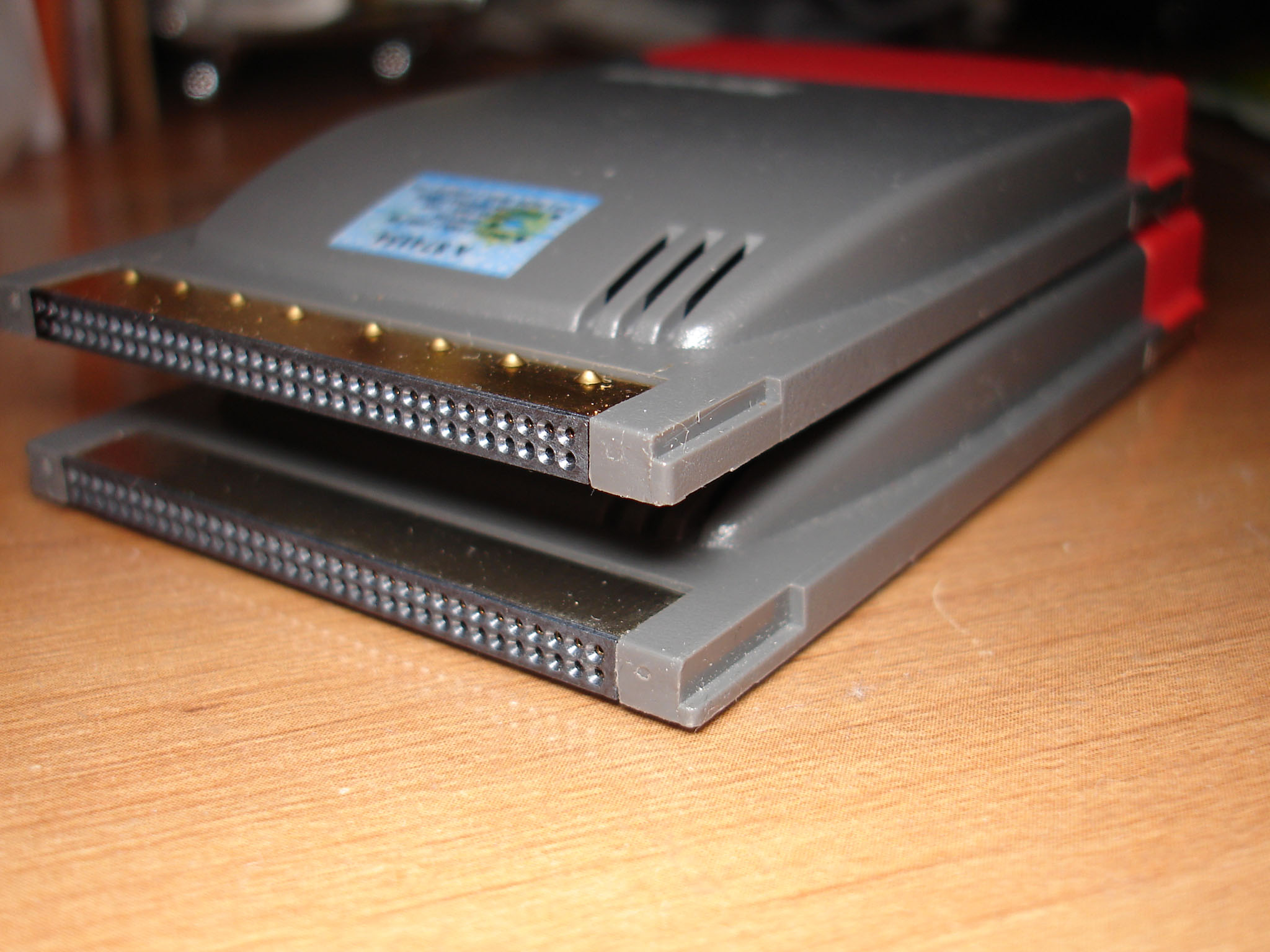
Dwie karty Ethernet/56k. Górna z nich to CardBus (gruby ząb po prawej stronie złącza), a dolna to 5V wersja PCMCIA

Karty PCMCIA pełnią obecnie funkcje kart rozszerzeń. Celem ich zastosowania jest rozszerzenie funkcjonalności komputera. Posiadają ustandaryzowane wymiary przypominając wielkością kartę kredytową (85,6 × 54 mm). Poszczególne generacje kart przestrzegają powyższego standardu, w swych wymiarach różniąc się jedynie grubością. Formalnie rzecz biorąc prawidłową nazwą tych kart jest „PC Card”.
Karty pierwotnie posiadały interfejs 16bit (zgodny z magistralą ISA) i nazywane były „PC Card 16" (cienki ząb po prawej stronie złącza).
Po wprowadzeniu interfejsu 32bit (zgodny z magistralą PCI) przyjęły nazwę „CardBus” (gruby ząb po prawej stronie złącza).
Grubość zęba uniemożliwia włożenie karty 32bit do gniazda obsługującego tylko karty starego typu.
Gniazda 32bit obsługują oba rodzaje kart „PC Card 16", jak i „CardBus”.
Pierwotnym obszarem zastosowań kart PCMCIA było rozszerzanie pamięci komputera przenośnego. Wraz z rozwojem technologii obszar ten uległ poważnej ekspansji i obecnie pełnią one rolę pamięci, modemów, kart sieciowych, dysków twardych, kart TV, kontrolerów USB, WiFi itp.

### Rodzaje kart PCMCIA
Ze względu na wielkość:
- Karta typu I – karta o grubości 3,3 mm pełniąca funkcje karty pamięci SRAM lub Flash.
- Karta typu II – karta o grubości 5,0 mm pełniąca funkcje karty rozszerzeń (modem, karta sieciowa, czytnik kart pamięci, inne).
- Karta typu III – karta o grubości 10,5 mm pełniąca funkcje karty rozszerzeń (dysk twardy).

Ze względu na interfejs:
- PC Card 16 – interfejs magistrali ISA 16bit, zasilanie 5 V. Złącze posiada cienki ząb z prawej strony.
- CardBus – interfejs magistrali PCI 32bit, zasilanie 3–3,3 V. Złącze posiada gruby ząb z prawej strony.

Montaż kart PCMCIA umożliwia gniazdo PCMCIA.

## Gniazdo PCMCIA
Umożliwia łatwy montaż kart PCMCIA w komputerach przenośnych. Pierwsze gniazda PCMCIA zapewniały 16 bitowy przepływ danych. Obecnie jest on 32-bitowy i pracuje z częstotliwością 33 MHz (zapewniając maksymalny transfer danych 133 MB/s) przy napięciu 3,3 V.
Obecnie we współczesnych notebookach coraz częściej zamiast gniazd PCMCIA stosowane są gniazda ExpressCard.